# Synagoga w Ustroniu

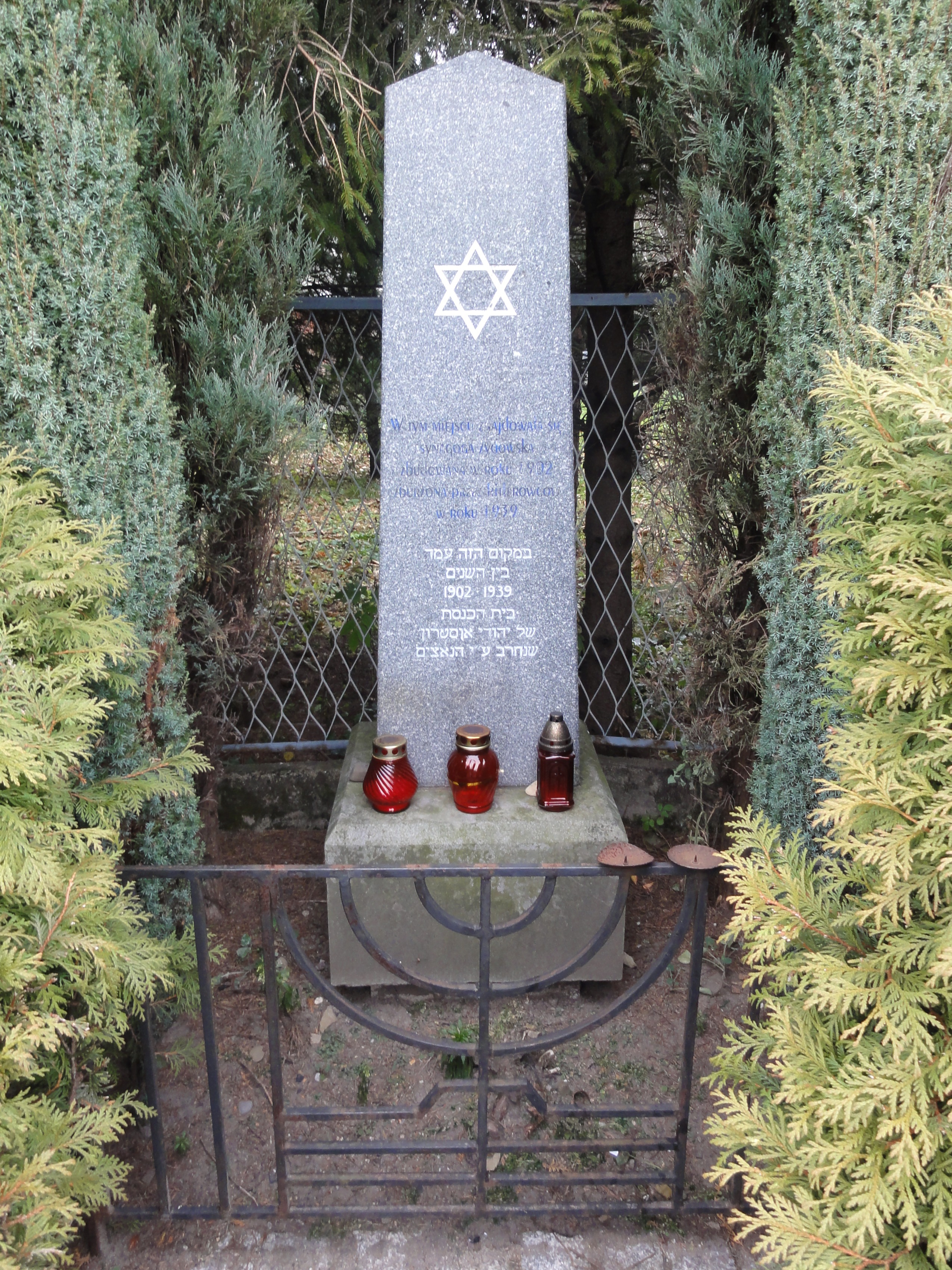
Pomnik upamiętniający synagogę

Synagoga w Ustroniu – nieistniejąca synagoga, która znajdowała się w Ustroniu przy ulicy Ogrodowej 10.
Synagoga została zbudowana w latach 1901-1902. Według austriackiego spisu ludności z 1900 r. w Ustroniu mieszkało 110 osób wyznających judaizm, stanowiąc 2,3% populacji gminy, w 1910 r. było to 107 osób (2,5%), a w 1921 r. 139 (3,5%). Podczas II wojny światowej, w 1939 r. Niemcy spalili synagogę. Po zakończeniu wojny jej zgliszcza usunięto, a teren po niej wyrównano. Obecnie przez jej miejsce przebiega ulica dzielnicy Willowej.
12 czerwca 1997 r. odsłonięto pomnik w kształcie żydowskiego nagrobka upamiętniający miejsce, na którym stała synagoga. Został ufundowany przez Ottona Windholza, ustrońskiego Żyda, mieszkającego obecnie w Australii. Treść w języku polskim i hebrajskim brzmi:

W tym miejscu znajdowała się synagoga żydowska, zbudowana w roku 1902, zburzona przez hitlerowców w roku 1939.

Pomnik został otoczony żelaznym ogrodzeniem, w które została wkomponowana menora i dwie gwiazdy Dawida, oraz różnymi gatunkami krzewów.